# Ladislav Pavlovič
Ladislav Pavlovič (8 de abril de 1926 - 28 de janeiro de 2013) foi um futebolista eslovaco, que atuava como meia.

## Carreira
Ladislav Pavlovič fez parte do elenco da Seleção Tchecoslovaca de Futebol que disputou a Eurocopa de 1960, ele marcou um gol na competição contra a França.

## Ligações Externas
- Perfil em FIFA.com (em inglês)